# Raifort du Hajdúság
Le raifort du Hajdúság est une appellation désignant les racines des variétés régionales d'Armoracia rusticana, sélectionnées dans le comté de Hajdú-Bihar, en Hongrie. Il bénéficie d'une appellation d'origine protégée par la Commission européenne depuis 2004 sous le nom de hajdúsági torma.

## Caractéristiques
Les variétés de raifort hajdúsági torma présentent des caractéristiques particulières : les feuilles sont épaisses et vertes foncées, et le rhizome droit et cylindrique est brun clair avec une chair blanche. Son goût n'est jamais boisé et sa saveur est épicée. Par analogie avec le paprika doux, il est appelé « noble épicé ».

## Aire géographique de protection
Le raifort du Hajdúság pousse dans une région bien définie et territorialement connectée du comté de Hajdú-Bihar. Il s'agit de la région de culture du Hajdúság, où il est produit dans les localités suivantes : Debrecen (Debrecen-Haláp, Debrecen-Bánk), Létavértes , Újléta , Kokad , Álmosd , Bagamér , Vámospércs , Hosszúpályi , Monostorpályi , Nyírábrány , Nyíracsád , Nyírmártonfalva , Nyíradony.